# Philipp Hofmann
Philipp Hofmann (Arnsberg, 30 marzo 1993) è un calciatore tedesco, attaccante del Bochum.

## Carriera

### Club
Hofmann, dopo essere cresciuto nelle giovanili dello Schalke, viene ceduto al Paderborn, con il quale colleziona 31 presenze in una stagione. In seguito, passato all'Ingolstadt, giocherà nella seconda serie tedesca per quasi un anno, prima di essere retrocesso nella squadra B. Nel mercato estivo 2014 il calciatore si aggrega al Kaiserslautern.

### Nazionale
Ha esordito con la nazionale Under-21 nel 2013, durante le qualificazioni al campionato europeo di categoria.